# Motoori Norinaga

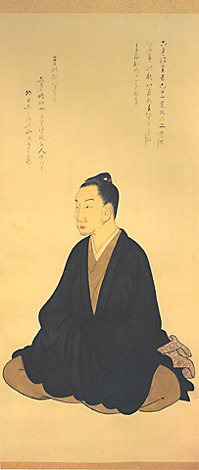
Motoori Norinaga

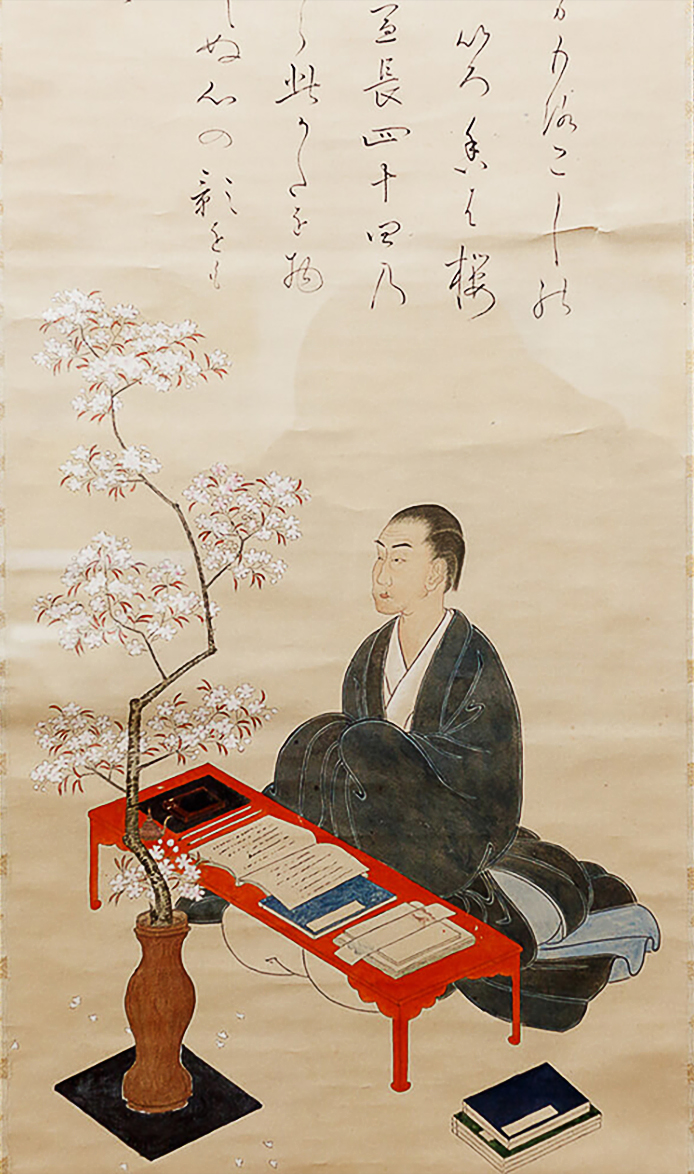
Selbstbildnis von Motoori

Motoori Norinaga (jap. 本居 宣長; * 21. Juni 1730; † 5. November 1801) war ein japanischer Gelehrter zur Zeit des Tokugawa-Shōgunates.
Motoori Norinaga tat sich vor allem als Philologe (Textforscher) des ältesten einheimischen Schrifttums hervor, das zu seiner Zeit von kaum jemandem mehr verstanden wurde. Er gilt als bedeutendster Vertreter der sogenannten Nationalen Schule (Kokugaku), welche auf eine Rekonstruktion der alten japanischen Kultur frei von allen ausländischen (d. h. indischen und chinesischen) Einflüssen ausgerichtet war. Sein zentraler Forschungsgegenstand war das Kojiki, die älteste Reichschronik Japans. In seinem Werk Kojiki-den diskutiert er Bedeutung und Aussprache alter Phrasen und Worte und wurde damit zum Vorreiter der heutigen altjapanischen Sprachforschung. Die Nationale Schule gilt darüber hinaus als Wegbereiterin der Meiji-Restauration, der politischen Reformbewegung des Jahres 1868. Motoori selbst ist allerdings nicht als politischer Aktivist hervorgetreten. Erst unter seinem Schüler Hirata Atsutane erhielt die Kokugaku eine explizit politische Ausrichtung.

## Biographie
Motoori Norinaga wird 1730 als erster Sohn der Familie geboren. Bereits mit sieben Jahren kann er schreiben und lesen, was für die japanische Schrift äußerst früh ist. Er trägt mit elf Nō-Theaterstücke und konfuzianische Klassiker vor. Zwei Jahre später besucht er den Yoshino-Tempel. Motoori Norinaga lernt mit 16 Bogenschießen. Mit 18 beherrscht er die japanische Teezeremonie und wird von der Familie Imaida adoptiert. Er betreibt mit 19 fortgeschrittenes konfuzianisches Training.
Die Adoption durch die Familie Imaida wird 1750 widerrufen. Motoori Norinaga studiert 1752 Medizin in Kyōto. Dort erkennen einige Wissenschaftler seine Leistungsfähigkeit. Motoori erstellt 2000 Waka (Gedichte), 40 Bücher und kopiert 15 weitere. Er liest 1757 sein erstes Buch von Kamo no Mabuchi (Kanji ko). Weil er nicht mehr genug Geld hatte, kehrte er in seine Heimatstadt zurück und eröffnete eine Praxis.
Im Jahr 1762 erfolgt die arrangierte Heirat mit Kusabuka Tami (草深 たみ). Nach 3 Monaten trennen sich die beiden. Er trifft 1763 Kamo no Mabuchi, der ihm empfiehlt, das Nihonshoki und das Man’yōshū zu lesen. Von 1764 bis 1771 studiert Motoori Norinaga das Kojiki, wobei er beginnt seine Lehren zu verbreiten. Er stirbt 1801.